# Erzbistum Neapel
Das Erzbistum Neapel (lateinisch Archidioecesis Neapolitana, italienisch Arcidiocesi di Napoli) ist eine in Italien gelegene Erzdiözese der römisch-katholischen Kirche mit Sitz in Neapel.
Es wurde bereits im 1. Jahrhundert gegründet und ist seit dem 10. Jahrhundert Metropolitanbistum. Es umfasst heute fast nur noch das Stadtgebiet von Neapel. Der Erzbischof ist traditionell Kardinal.
Bekannte Kirchengebäude im Erzbistum Neapel sind:
- Kathedrale von Neapel (italienisch Duomo di San Gennaro oder Duomo di Santa Maria Assunta)
- San Francesco di Paola
- San Lorenzo Maggiore

## Weblinks

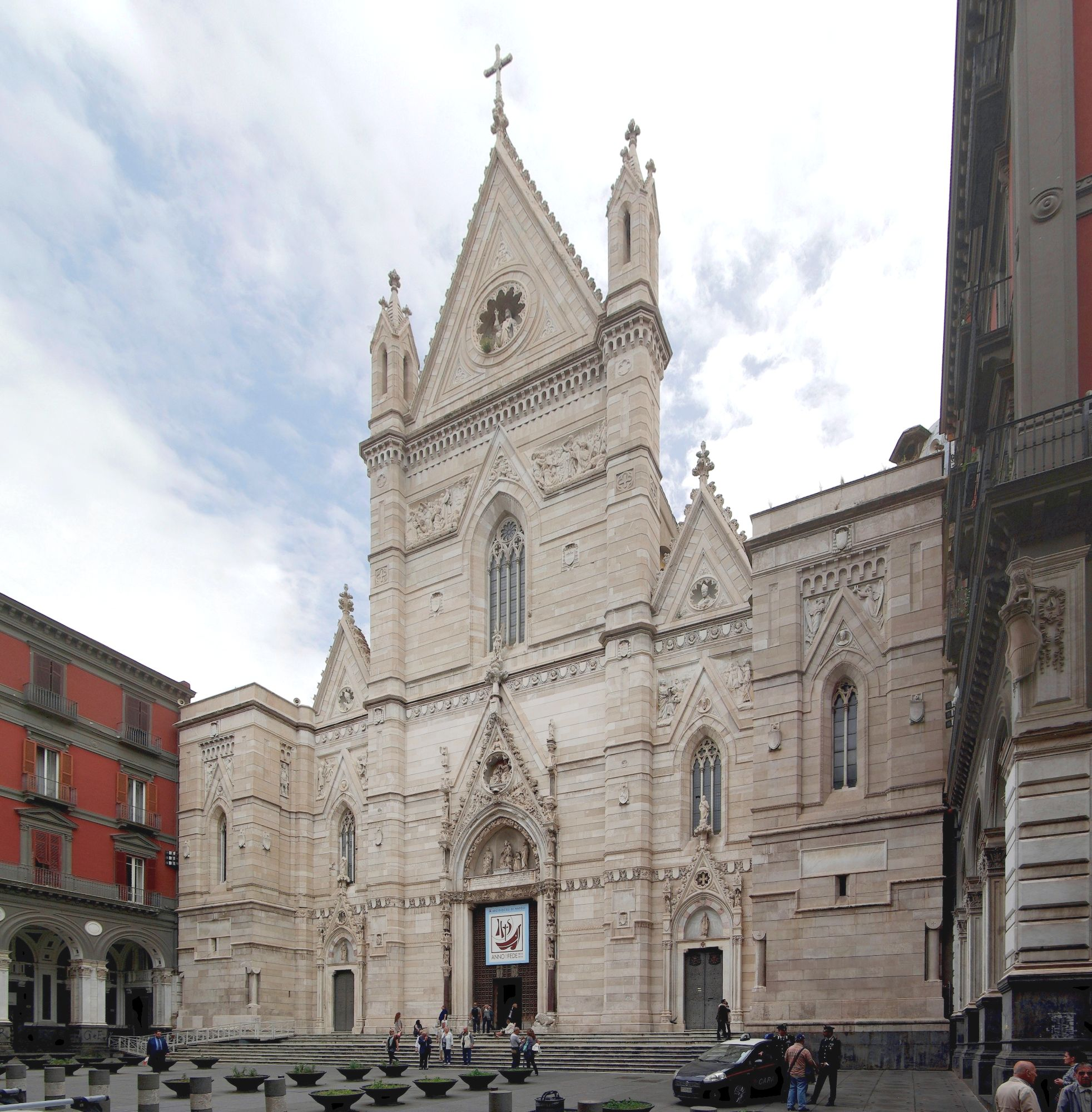
Dom Maria Santissima Assunta in Neapel